# لا لانا
لانا یورچویچ (متولد ۷ نوامبر ۱۹۸۴)، که در سطح بین‌المللی بیشتر با نام لا لانا شناخته می‌شود (تلفظ: ‎/ləˈlɑːnə/‎)، یک خواننده پاپ اهل کرواسی است. نخستین آلبوم او با عنوان خود او در سال ۲۰۰۳ منتشر شد که تمامی ترانه‌های آن توسط میلانا ولاویچ نوشته شده بودند. در آغاز فعالیت خود، او با نام‌های برجسته‌ای در صنعت موسیقی کرواسی همکاری داشت، از جمله ولاویچ، نیکشا براتوش، آنته پچوتیچ، موک سوتیچ، لوکا نژتیچ و سورینا ووکوویچ. علاوه بر فعالیت موسیقی، او دارای مدرک روزنامه‌نگاری نیز می‌باشد.
در طول پانزده سال فعالیت خود، پنج آلبوم استودیویی منتشر کرده است. در ژانویه ۲۰۲۰، او فعالیت بین‌المللی خود را آغاز کرد و نخستین تک‌آهنگ بین‌المللی خود را با نام "So Messed Up" تحت قرارداد وارنر موزیک لهستان با نام هنری لا لانا منتشر کرد.

## اوایل زندگی
لانا در ۷ نوامبر ۱۹۸۴ در زاگرب، جمهوری فدرال سوسیالیستی یوگسلاوی (امروزه کرواسی) متولد شد. پدر او، دامیر، از ایمتسکی و از مردم کروات است و مادرش، اسما (née کاراسلیمویچ)، از مردم بوسنیایی است. از سنین پایین، او علاقه زیادی به خوانندگی داشت و تصور می‌کرد که روزی خواننده خواهد شد.

## فعالیت حرفه‌ای

### آغاز فعالیت: تصویر یک الگوی نوجوان
در سال ۲۰۰۳، در آغاز فعالیت موسیقی خود، یورچویچ نخستین آلبوم خود را با نام «لانا» تحت قرارداد «کرواسی رکوردز» منتشر کرد. این آلبوم شامل تک‌آهنگ‌های موفقی مانند «تو می‌روی»، «از وقتی تو نیستی»، «بهترین بازیگر»، «این حقیقت ندارد» و «دلیل واقعی» بود.
همچنین، او در این آلبوم با خواننده کرواسیایی سورینا ووکوویچ در ترانه «متولد شده‌ام تا اولین باشم» همکاری کرد. در سال ۲۰۰۴، او با اجرای «تو می‌روی» در جشنواره رادیویی کرواسی حضور یافت. او همچنین در دورا ۲۰۰۴ (مرحله پیش‌انتخاب کرواسی برای مسابقه آواز یوروویژن ۲۰۰۴) با ترانه «حقیقت واقعی» شرکت کرد و در رتبه ششم قرار گرفت. در سال ۲۰۰۵، ترانه «این حقیقت ندارد» جایزه روزنامه 24sata را به عنوان جذاب‌ترین اجرا در جشنواره رادیویی کرواسی دریافت کرد.
در سال ۲۰۰۶، یورچویچ آلبوم دوم خود را با عنوان «لا لانا» تحت قرارداد «هیت رکوردز» منتشر کرد. در همان سال، او به همراه لوکا نژتیچ دوئت «عشق واقعی» را در جشنواره رادیویی کرواسی اجرا کرد که به یک موفقیت تجاری بزرگ تبدیل شد و یکی از ترانه‌های معروف یورچویچ محسوب می‌شود. در سال ۲۰۰۷، او کرواسی را در مسابقه آهنگ OGAE با ترانه «یک دلیل» نمایندگی کرد. او بار دیگر در دورا ۲۰۰۶ با ترانه «بهترین بازیگر» شرکت کرد. یورچویچ همچنین ترانه «عشق اشتباه نیست» را در سانچانه اسکاله اجرا کرد و در جایگاه دوازدهم قرار گرفت.

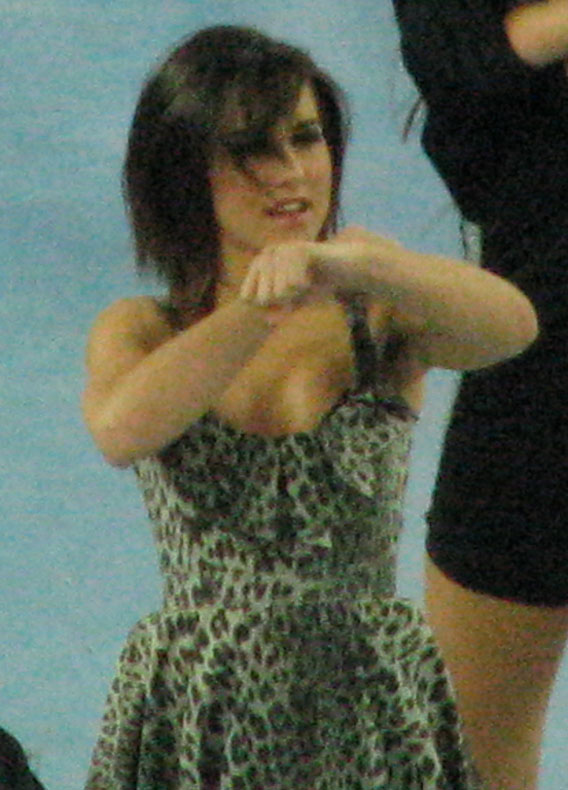
لانا یورچویچ در سال ۲۰۰۸

در ۱۵ آوریل ۲۰۰۷، او در برنامه تلویزیونی «ناد لیپوم ۳۵» به عنوان خودش ایفای نقش کرد. او همچنین در مسابقه «پلس زا زویزداما» شرکت کرد و در جایگاه دوم قرار گرفت. در سال ۲۰۰۸، او چندین تک‌آهنگ منتشر کرد، از جمله «مرا پیدا کن»، «مریم» و «مایل‌ها دورتر». او پس از آن، سومین آلبوم خود با عنوان لا لانا را منتشر کرد. در جشنواره رادیویی کرواسی ۲۰۰۸، او ترانه «سپیده سفید» را اجرا کرد. یک سال بعد، او ترانه «افسون‌شده» را اجرا کرد و همان سال نسخه‌ای از سرود سنتی کریسمس کرواسی «کودکی برای ما متولد شد» را بازخوانی کرد.

### ۲۰۱۰–۲۰۱۹: تغییر تصویر
در مارس ۲۰۱۰، او تک‌آهنگ کپی را منتشر کرد که به عنوان تک‌آهنگ اصلی برای آلبوم گردآوری‌شده‌ای به همین نام عمل کرد. در می ۲۰۱۱، او به بلگراد سفر کرد و در چندین برنامه در صربستان، مقدونیه و اسلوونی حضور یافت و آخرین تک‌آهنگ آلبوم کپی، یعنی لب‌های من کشتند را اجرا کرد. در سال ۲۰۱۲، او چهارمین آلبوم خود، Pobjede i porazi را منتشر کرد که دارای صدایی پخته‌تر از آثار پیشین او بود. سال بعد، او ترانه "La la land" از این آلبوم را در جشنواره CMC در ودیتسه، کرواسی اجرا کرد. او سال را با همکاری با گروه موسیقی هیپ هاپ کروات Connect، در آهنگ شب بدون مرز به پایان رساند.

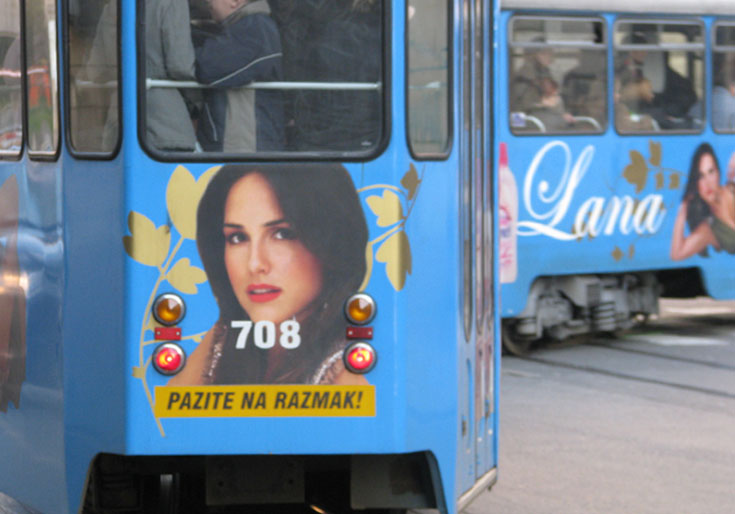
لانا در تراموا زاگرب

در سال ۲۰۱۴، او چندین تک‌آهنگ منتشر کرد، از جمله روح کروات، که درآمد آن به قربانیان سیل جنوب شرقی اروپا ۲۰۱۴ اهدا شد. سال بعد، او بهترین از بدترین را منتشر کرد که دومین دوئت او با لکا نیژتیچ پس از آهنگ «عشق واقعی» در سال ۲۰۰۶ بود. در تابستان، او تابستان دیوانه را منتشر کرد. این ترانه نقدهای مثبتی از منتقدان دریافت کرد و در جشنواره CMC در وُدیتسه و در برنامه ایکسانتور آدریا اجرا شد.
در سال ۲۰۱۶، او در فصل سوم برنامه چهره تو آشنا به نظر می‌رسد، نسخه کروات Your Face Sounds Familiar شرکت کرد و در جایگاه سوم قرار گرفت. در سال ۲۰۱۷، یورچویچ پنجمین آلبوم خود، Tabu را منتشر کرد که نقدهای مثبتی دریافت کرد. این آلبوم با تک‌آهنگ‌های "کیم کارداشیان", "دای دا پلُویمو" (بیایید دریانوردی کنیم) و همچنین قطعه اصلی آلبوم (Tabu) همراه بود. او در سال ۲۰۱۸ دو تک‌آهنگ (لب‌های یک میلیون وات) و عشق را روشن کنیم) را با همکاری لوکا باسی منتشر کرد، پیش از اینکه مدتی فعالیت خود را متوقف کند.

### ۲۰۲۰–اکنون: حرفه بین‌المللی
یورچویچ در ژانویه ۲۰۲۰ پس از وقفه‌ای، تمام پست‌های حساب اینستاگرام خود را حذف کرد و اعلام کرد که با وارنر موزیک قرارداد امضا کرده است. در همان ماه، او نخستین تک‌آهنگ بین‌المللی خود را با عنوان «خیلی بهم ریخته» تحت نام هنری جدیدش «لا لانا» منتشر کرد.

## زندگی شخصی

### کسب‌وکار
او سال آخر روزنامه‌نگاری را در دانشگاه زاگرب به پایان رساند. در سپتامبر ۲۰۱۰، استودیوی رقص خود را در زاگرب با نام LA Studio افتتاح کرد. در ژوئن ۲۰۱۸، برند طبیعی لوازم آرایشی و مراقبت از پوست خود را با نام لا پیِل تأسیس کرد.

### روابط
در اوایل دهه ۲۰۰۰، یورچویچ با ایوان تودوریچ، پسر تاجر کروات ایویکا تودوریچ در رابطه بود. آن‌ها به مدت ۷ سال، تا سال ۲۰۰۷ با یکدیگر بودند. در سال ۲۰۰۹، یورچویچ با فابیان ماریچ وارد رابطه شد که این رابطه تا سال ۲۰۱۱ ادامه داشت. او از سال ۲۰۱۷ با مدیر عامل اجرایی شرکت خود، فیلیپ کراتوفیل، در رابطه است و در دسامبر ۲۰۲۳، اولین فرزندشان، مایلا لیلی، به دنیا آمد.